# بیا برقصیم (ترانه دیوید بویی)
«بیا برقصیم» (انگلیسی: Let's Dance) ترانه‌ای از موسیقی‌دان انگلیسی دیوید بویی است که به عنوان قطعهٔ پانزدهمین آلبوم استودیویی او بیا برقصیم (۱۹۸۳) منتشر شد. این ترانه را بویی نوشته و نایل راجرز از بند شیک تهیه کرده‌است. این ترانه در ۱۴ مارس ۱۹۸۳ به عنوان تک‌آهنگ آغازین این آلبوم منتشر شد و به یکی از پرفروش‌ترین قطعه‌های بویی تبدیل شد. «بیا برقصیم» در اواخر سال ۱۹۸۲ در استودیویی پاور استیشن در منهتن ضبط شد و نخستین ترانه ضبط شده برای آلبوم بود. در پایان ترانه یک تک‌نوازی گیتار از گیتاریست بلوز راک، استیوی ری وان قرار گرفته‌است. نیکلاس پگ، زندگی‌نامه‌نویس بویی، «بیا برقصیم» را یکی از بهترین ترانه‌های ضبط‌شدهٔ بویی در دههٔ ۱۹۸۰ و یکی از «ترانه‌های پاپ برتر تمام دوران» می‌داند. اد پاور در آیریش اگزمینر آن را به‌عنوان «قطعه‌ای رضایت‌بخش از فانک راک» توصیف کرد. مؤلف، جیمز پرون، دریافت که این ترانه نشان‌گر شور و شوق رقص معاصر دههٔ ۱۹۸۰ است.
«بیا برقصیم» یکی از پر فروش‌ترین آثار بویی است. ترانه در اولین هفته انتشار خود وارد جایگاه پنجم جدول تک‌آهنگ‌های بریتانیا شد و سه هفته را در صدر جدول ماند. این تک‌آهنگ به زودی در صدر بیلبورد هات ۱۰۰ قرار گرفت و به نخستین (و تنها) تک‌آهنگ بویی تبدیل شد که در صدر جدول ایالات متحده و پادشاهی متحده قرار می‌گیرد. این تک‌آهنگ همچنین دومین و آخرین تک‌آهنگ او بود که به شماره یک جدول متحده رسید. در اقیانوسیه، «بیا برقصیم» به سختی از صعود در جدول استرالیا غافل شد و به مدت سه هفته در شماره دو ایستاد، اما در نیوزیلند برای ۴ هفته متوالی در صدر جدول قرار گرفت. این تک‌آهنگ یکی از بهترین فروش‌های سال در سراسر آمریکای شمالی، اروپای مرکزی و اقیانوسیه را داشت. همچنین یکی از ۳۰۰ تک‌آهنگ پرفروش پادشاهی متحده در تمام دوران است.